# Доценко Данило Ігорович
Данило Ігорович Доценко  (11 липня 1975, Чернівці)  — український військовик, полковник, начальник Департаменту захисту національної державності Служби безпеки України (22 серпня 2017 — 26 червня 2019), генерал-майор (з 23 серпня 2018 року).

## Біографія
У 1997 році закінчив історичний факультет Чернівецького державного університету. 
До 2014 р. працював у Чернівецькому УСБУ.
У 2014–2016 роках — начальник одного з управлінь Департаменту захисту національної державності Служби безпеки України.
Закритим указом президента Порошенка на початку червня 2016 року Головне управління Служби безпеки України в Автономній Республіці Крим відновило свою роботу, з дислокацією в м. Херсон. Його очолив полковник Доценко Данило Ігорович.
"У зв'язку з діяльністю цього управління посилиться українська присутність в Криму і мінімізуються спроби експортувати "російську весну" з території тимчасово окупованого півострова", — сказав під час візиту з нагоди переведення в новий будинок у м. Херсон новоствореного управління 9 червня 2016 року голова  СБУ  України Василь Грицак. За деякими даними, полковника  Доценка  на нову посаду рекомендував Грицаку начальник Департаменту захисту національної державності  СБУ  генерал Віктор Кононенко.
14 лютого 2017 року  Данило Доценко  переведений на посаду начальника Управління Служби безпеки України в Херсонській області.
22 серпня 2017 року призначений начальником Департаменту захисту національної державності Служби безпеки України.
23 серпня 2018 року указом президента отримав звання генерал-майора.

## Скандали
У лютому 2019 року під час судового розгляду питання про обрання Владиславу Мангеру запобіжного заходу у справі щодо вбивства Катерини Гандзюк Мангер заявив  про те, що вважає Данилу Доценка організатором нападу. Прес-служба СБУ в той же день заявила, що відкидає обвинувачення і не буде проводити їх перевірку. 